# ویتالی پوشکار
ویتالی پوشکار (به انگلیسی: Vitali Pushkar) (زادهٔ ۵ ژانویهٔ ۱۹۸۳) شناگر اهل اسرائیل است.